# 岳秀清
岳秀清（1967年3月22日—），中国女演员，北京人民艺术剧院演员，一级演员。代表作品有话剧《茶馆》、《天下第一楼》、《小井胡同》等，电视剧《贫嘴张大民的幸福生活》，电影《漂亮妈妈》等。